# Liste der Straßen in Hamburg-Sinstorf

Lage von Sinstorf in Hamburg und im Bezirk Harburg (hellrot)

Die Liste der Straßen Hamburg-Sinstorf ist eine Übersicht der im Hamburger Stadtteil Sinstorf vorhandenen Straßen. Sie ist Teil der Liste der Verkehrsflächen in Hamburg.

## Überblick
In Sinstorf (Ortsteilnummer 708) leben 4364 Einwohner (Stand: 31. Dezember 2023) auf 2,5 km². Sinstorf liegt in den Postleitzahlenbereichen 21077 und 21079.
In Sinstorf gibt es 42 benannte Verkehrsflächen. Eine Motivgruppe führt den Namen „Orte in der Lüneburger Heide“, hauptsächlich findet sich diese Gruppe aber im nördlich angrenzenden Stadtteil Langenbek. Im Westen gibt es eine weitere Motivgruppe „Käfer“.   

## Übersicht der Straßen
Die nachfolgende Tabelle gibt eine Übersicht über alle benannten Verkehrsflächen im Stadtteil sowie einige dazugehörige Informationen. Im Einzelnen sind dies:
- Name/Lage: aktuelle Bezeichnung der Straße. Über den Link (Lage) kann die Straße auf verschiedenen Kartendiensten angezeigt werden. Die Geoposition gibt dabei ungefähr die Mitte an. Bei längeren Straßen, die durch zwei oder mehr Stadtteile führen, kann es daher sein, dass die Koordinate in einem anderen Stadtteil liegt.
- Straßenschlüssel: amtlicher Straßenschlüssel, bestehend aus einem Buchstaben (Anfangsbuchstabe der Straße) und einer dreistelligen Nummer.
- Länge/Maße in Metern:
Hinweis: Die in der Übersicht enthaltenen Längenangaben sind nach mathematischen Regeln auf- oder abgerundete Übersichtswerte, die im Digitalen Atlas Nord[1] mit dem dortigen Maßstab ermittelt wurden. Sie dienen eher Vergleichszwecken und werden, sofern amtliche Werte bekannt sind, ausgetauscht und gesondert gekennzeichnet.
Bei Plätzen sind die Maße in der Form a × b bei rechteckigen Anlagen oder a × b × c bei dreiecksförmigen Anlagen mit a als längster Kante dargestellt.
Der Zusatz (im Stadtteil) gibt an, wie lang die Straße innerhalb des Stadtteils ist, sofern sie durch mehrere Stadtteile verläuft.
- Namensherkunft: Ursprung oder Bezug des Namens.
- Datum der Benennung: Jahr der offiziellen Benennung oder der Ersterwähnung eines Namens, bei Unsicherheiten auch die Angabe eines Zeitraums.
- Anmerkungen: Weitere Informationen bezüglich anliegender Institutionen, der Geschichte der Straße, historischer Bezeichnungen, Baudenkmale usw.
- Bild: Foto der Straße oder eines anliegenden Objektes.

| Name/Lage                        | Straßen- schlüssel | Länge/Maße (in Metern) | Namensherkunft | Datum der Benennung | Anmerkungen | Bild                                              |
| -------------------------------- | ------------------ | ---------------------- | --- | ------------------- | --- | ------------------------------------------------- |
| Am Kuchenberg (Lage)             | A281               | 0530                   | nach einer Flurbezeichnung | 1937                | | Am Kuchenberg                                     |
| Beckedorfer Straße (Lage)        | B124               | 0380 (im Stadtteil)    | führte nach Beckedorf | 1937                | heute eine kurze Sackgasse auf Hamburger Gebiet, die Straße wird später auf niedersächsischem Gebiet weitergeführt | Beckedorfer Straße                                |
| Beetenweg (Lage)                 | B791               | 0290                   | aus Beckedorf kommend, Name wurde von Hamburg übernommen                                                                         | 1975                | | Beetenweg                                         |
| Bevenser Weg (Lage)              | B304               | 0245                   | nach dem gleichnamigen Ort | 1966                | Motivgruppe „Orte in der Lüneburger Heide“ (überwiegend im benachbarten Langenbek) | Bevenser Weg                                      |
| Fleestedter Straße (Lage)        | F320               | 0450                   | nach der Lage, führt nach Fleestedt                                                                                              | 1976                | | Fleestedter Straße                                |
| Grenzkehre (Lage)                | G361               | 0135                   | nach der Lage an der Grenze zu Niedersachsen                                                                                     | 1956                | | Grenzkehre                                        |
| Haithabuweg (Lage)               | H053               | 0320                   | nach einer gleichnamigen Siedlungsgesellschaft, die ihren Namen wiederum von der Wikingersiedlung ableitet                       | 1952                | | Haithabuweg                                       |
| Hegtum (Lage)                    | H234               | 0490                   | nach dem Flurnamen Hegdorn | 1950                | | Hegtum                                            |
| Hermannsburger Weg (Lage)        | H374               | 0545                   | nach dem gleichnamigen Ort | 1956                | Motivgruppe „Orte in der Lüneburger Heide“ (überwiegend im benachbarten Langenbek); nördliche Straßenhälfte in Langenbek | Hermannsburger Weg                                |
| Hirschkäferweg (Lage)            | H467               | 0325                   | nach dem gleichnamigen Käfer | 1951                | Motivgruppe „Käfer“ | Hirschkäferweg                                    |
| Hittfelder Straße (Lage)         | H476               | 0660                   | nach der Lage, führt in Richtung Hittfeld                                                                                        | 1938                | | Hittfelder Straße                                 |
| Höpengrund (Lage)                | H505               | 0150                   | nach dem nahegelegenen Forst Höpen in Niedersachsen                                                                              | 1951                | | Höpengrund                                        |
| Hufeisen (Lage)                  | H674               | 0355                   | nach dem Verlauf der Straße | 1950                | | Hufeisen (Straße in Hamburg-Sinstorf)             |
| Kickbuschweg (Lage)              | K147               | 0340                   | Wilhelm Kickbusch (1852–1904), Forstmeister                                                                                      | 1950/1959           | | Kickbuschweg                                      |
| Kuchenbergweg (Lage)             | K616               | 0110                   | in Anlehnung an die Straße Am Kuchenberg                                                                                         | 1993                | | Kuchenbergweg                                     |
| Langenbeker Friedhofsweg (Lage)  | L351               | 0150                   | nach der Lage | 1976                | | Langenbeker Friedhofsweg                          |
| Leuchtkäferweg (Lage)            | L338               | 0460                   | nach dem gleichnamigen Käfer | 1971                | Motivgruppe „Käfer“, nördliche Straßenhälfte in Marmstorf | Leuchtkäferweg                                    |
| Liselott-Kreidelmeyer-Hof (Lage) | L404               | 0085                   | Liselott Kreidelmeyer (1923–1943)                                                                                                | 2017                | Kreidelmeyer litt an Epilepsie und wurde im August 1943 aus den Alsterdorfer Anstalten in die Landesheilanstalt Am Steinhof in Wien verlegt, wo sie wenige Tage später nach ärztlichen Angaben an den Folgen eines epileptischen Anfalls verstarb. | Liselotte-Kreidelmeyer-Hof                        |
| Maikäferstieg (Lage)             | M019               | 0120                   | nach dem gleichnamigen Käfer | 1951                | Motivgruppe „Käfer“ | Maikäferstieg                                     |
| Maldfeldstraße (Lage & Lage)     | M384               | 0435 (im Stadtteil)    | Konrad Maldfeld (1926–1974), Baudirektor                                                                                         | 1976                | westlicher Teil in Marmstorf, zu großen Teilen auch auf niedersächsischem Gebiet | Maldfeldstraße, zu Sinstorf gehörender Teil       |
| Marienkäferweg (Lage)            | M049               | 0755                   | nach dem gleichnamigen Käfer | 1951                | Motivgruppe „Käfer“ | Marienkäferweg                                    |
| Marmstorfer Poststraße (Lage)    | M062               | 0265 (im Stadtteil)    | nach seiner Bestimmung als Teil des ehemaligen Postweges zwischen Hamburg und Bremen                                             | 1950                | | Marmstorfer Poststraße                            |
| Meckelfelder Stieg (Lage)        | M387               | 0160                   | in Anlehnung an den Meckelfelder Weg                                                                                             | 1976                | | Meckelfelder Stieg                                |
| Meckelfelder Weg (Lage)          | M107               | 0975                   | führt nach Meckelfeld | 1939                | | Meckelfelder Weg                                  |
| Mühlenweg (Lage)                 | M394               | 0080                   | verläuft überwiegend auf niedersächsischem Gebiet, Name von dort übernommen                                                      | 1981                | | Mühlenweg                                         |
| Plaggenhieb (Lage)               | P131               | 0255 (im Stadtteil)    | nach der Plaggenhiebberechtigung für die Anwohner; als Plaggen bezeichnet man Heidestücke, die abgestochen ("abgeplaggt") werden | 1954                | nur westliche Straßenhälfte im Verlauf des Langenbeker Friedhofs in Sinstorf, sonst in Rönneburg | Plaggenhieb                                       |
| Prachtkäferweg (Lage)            | P184               | 0280                   | nach dem gleichnamigen Käfer | 1951                | Motivgruppe „Käfer“ | Prachtkäferweg                                    |
| Rönneburger Kirchweg (Lage)      | R242               | 0305                   | nach dem Weg zur Sinstorfer Kirche                                                                                               | 1938                | nur südliche Straßenhälfte zwischen Winsener Straße und Hermannsburger Weg und ab Buchholzer Weg ca. 100 Meter nach Osten in Sinstorf, sonst überwiegend in Langenbek und teilweise auch in Rönneburg                                              | Rönneburger Kirchweg, zu Sinstorf gehörender Teil |
| Rosenkäferweg (Lage)             | R419               | 0180                   | nach dem gleichnamigen Käfer | 1951                | Motivgruppe „Käfer“ | Rosenkäferweg                                     |
| Rüsselkäferstieg (Lage)          | R346               | 0180                   | nach dem gleichnamigen Käfer | 1951                | Motivgruppe „Käfer“ | Rüsselkäferstieg                                  |
| Rüstweg (Lage)                   | R350               | 0190 (im Stadtteil)    | nach der Flurbezeichnung Auf der Rüst                                                                                            | 1938                | führt über die Landesgrenze hinaus weiter nach Fleestedt | Rüstweg                                           |
| Sandkäferweg (Lage)              | S036               | 0270                   | nach dem gleichnamigen Käfer | 1951                | Motivgruppe „Käfer“ | Sandkäferweg                                      |
| Scharfsche Schlucht (Lage)       | S887               | 0120                   | nach einer ortsüblichen Bezeichnung                                                                                              | 1980                | | Scharfsche Schlucht                               |
| Scheeßeler Kehre (Lage)          | S128               | 0100                   | nach dem gleichnamigen Ort | 1966                | Motivgruppe „Orte in der Lüneburger Heide“ (überwiegend in Langenbek) | Scheeßeler Kehre                                  |
| Schultwiete (Lage)               | S324               | 0090                   | nach der Lage an der Sinstorfer Schule                                                                                           | 1950                | | Schultwiete                                       |
| Sinstorfer Kirchweg (Lage)       | S457               | 1550                   | nach seiner Bestimmung als Weg zur Sinstorfer Kirche                                                                             | 1950                | südliche Straßenhälfte im westlichen Teil in Niedersachsen | Sinstorfer Kirchweg                               |
| Sinstorfer Weg (Lage)            | S458               | 0740 (im Stadtteil)    | führt von Sinstorf nach Marmstorf                                                                                                | 1950                | östliche Straßenhälfte zwischen Moorlage und Leuchtkäferweg in Marmstorf, ab Leuchtkäferweg nördlich komplett in Marmstorf | Sinstorfer Weg                                    |
| Speckshörn (Lage)                | S536               | 0315 (im Stadtteil)    | nach einer alten Flurbezeichnung (Speck oder Speek = Knüppeldamm)                                                                | 1950                | führt über die Landesgrenze hinaus weiter nach Fleestedt | Speckshörn                                        |
| Steffens Weg (Lage)              | S615               | 0190                   | nach dem Bauerngehöft Steffenshof                                                                                                | 1950                | vor 1950 Mittelweg | Steffens Weg                                      |
| Weiderweg (Lage)                 | W139               | 0555                   | nach dem Weg, der zum Hof Weide führte                                                                                           | nach 1938           | | Weiderweg                                         |
| Weiherheide (Lage)               | W144               | 0670                   | nach einer Flurbezeichnung | 1950                | | Weiherheide                                       |
| Winsener Stieg (Lage)            | W496               | 0420                   | in Anlehnung an die Winsener Straße                                                                                              | 1994                | | Winsener Stieg                                    |
| Winsener Straße (Lage)           | W319               | 0905 (im Stadtteil)    | führt in Richtung Winsen (Luhe)                                                                                                  | 1889                | nördlich von Am Frankenberg in Wilstorf, südlich davon bis zur Einmündung des Hermannsburger Wegs in Langenbek | Winsener Straße, zu Sinstorf gehörender Teil      |